# Georgetown, Ascension

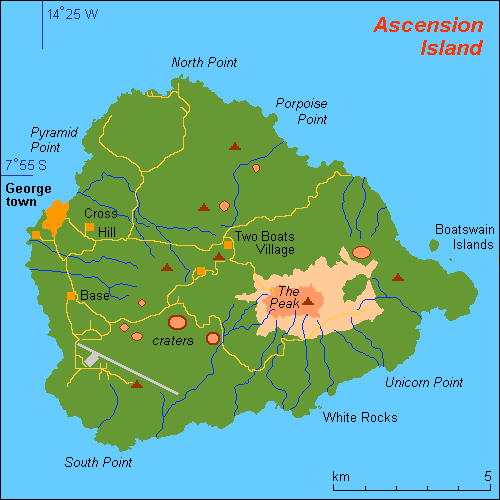
Georgetowns läge

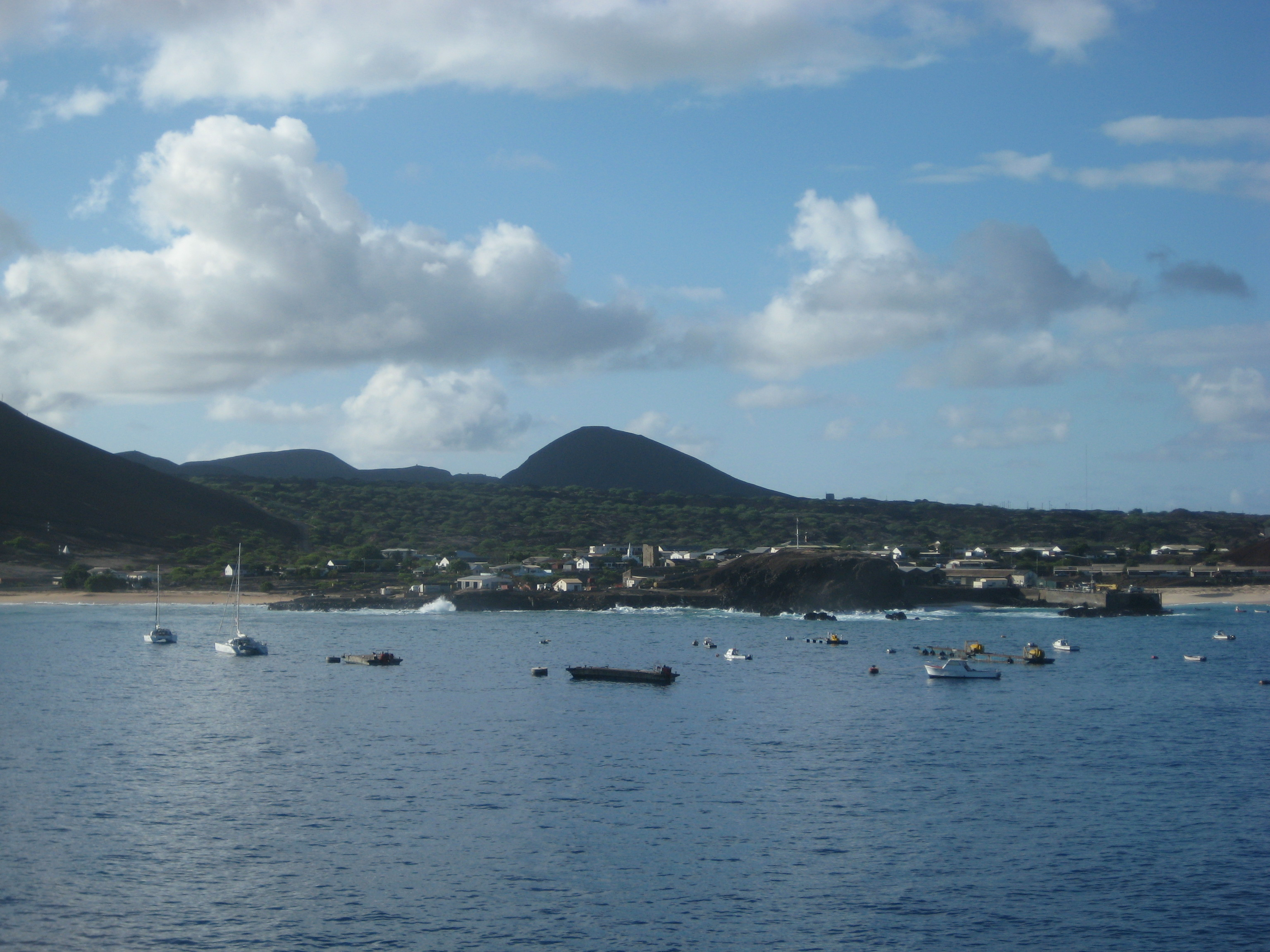
Georgetown sett från havet

Georgetown är huvudort på ön Ascension i brittiska transmarina territoriet Sankta Helena, Ascension och Tristan da Cunha.

## Staden
Georgetown är belägen på öns västra del vid Clarence Bay nedanför höjden Cross Hill och har ca 500 invånare. På höjden står rester av ett gammalt fort som användes så sent som under andra världskriget. På andra sidan staden finns ytterligare ett fort som idag är ett museum.
Georgetowns centrum ligger kring St Mary's Church och hamnpiren och har förutom förvaltningsbyggnader även ett sjukhus. Staden är knutpunkt i öns vägnät och nås utifrån genom hamnen och militärflygplats Wideawake Airfield.

## Historia
Staden grundades av britterna kring 1815 och namngavs efter dagen för den första landstigningen Kristi himmelfärdsdag (engelska "Ascension Day").
1701 tillbringade piraten William Dampier flera veckor på ön efter ett skeppsbrott.